# Historia del uniforme del Club Universidad de Chile

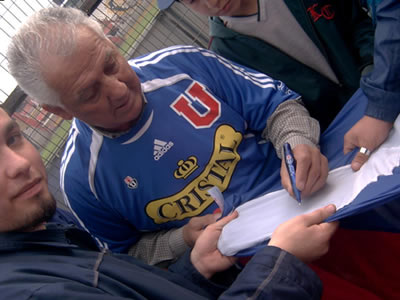
Leonel Sánchez con la camiseta de Universidad de Chile de la temporada 2006.

Bandera oficial de la Universidad de Chile, de color azul.

El uniforme del Club Universidad de Chile es el utilizado por los jugadores del club de fútbol Universidad de Chile, tanto en competencias nacionales como internacionales, desde el primer equipo hasta los juveniles, como también el equipo femenino.
Su color principal es el azul, usado desde 1933 en su camiseta y desde 1957 en su uniforme completo. El azul es el color oficial de la Universidad de Chile, cuya bandera es de ese color. Una tesis establece que el color está inspirado en la Casa Central de la Universidad de Chile, cuya antigua fachada había sido pintada de ese color, aunque no existen pruebas de que ello realmente haya sucedido. Otra interpretación es que el azul es un color relacionado con las humanidades y el saber en general, que son el motivo de existencia de la casa de estudios.
Como colores secundarios, usados actualmente en los uniformes de recambio, el club ha adoptado el blanco –que fue el principal, desde su fundación como Internado Football Club en 1911 hasta su reestructuración en el Club Deportivo de la Universidad de Chile en 1934– y el rojo, los que junto al azul forman parte del escudo del club, el «chuncho». En 2012 y 2013, por primera vez en su existencia, fue impuesto el amarillo como color de recambio, usado de manera excepcional en la indumentaria alternativa de esos años, mientras que en 2021 fue impuesto el rosa.

## Uniforme titular
Desde la fundación del Club Atlético Internado en 1911, su equipo de fútbol —el Internado Football Club— utilizó como uniforme titular uno similar al del Internado Nacional F. C. de 1902, esto es, camiseta blanca con pantalón y medias de color negro con dos delgadas líneas blancas horizontales (en el caso del Internado Nacional F. C., el pantalón era blanco y las medias negras). En 1928 incorporó en el pecho el nuevo emblema del Club Universitario de Deportes, heredado del Club Náutico Universitario: la efigie de un «chuncho».
A partir de 1933, el equipo modificó su uniforme: utilizó por primera vez el color azul en la camiseta, con una letra «U» blanca en el pecho, a la usanza de los universitarios; por su parte, el pantalón era blanco y las medias negras con franjas de color azul.
A fines de la década de 1930 y una vez que Universidad de Chile ingresó al profesionalismo, el equipo conservó la camiseta azul y el pantalón blanco, pero varió el color de las medias –negras por azules– y reemplazó la letra «U» blanca por una «U» roja, como insignia. Este patrón se mantuvo hasta 1958 y durante su vigencia el club logró el campeonato profesional de 1940. En cuanto a sus detalles y colores, el uniforme no estuvo exento de variaciones: se utilizó el escudo del «chuncho» en los años 1937 y 1947, en lugar de la letra «U»; en 1949 fueron alternados los colores de las medias con el del pantalón, es decir, se fijó pantalón azul –con una tonalidad diferente al de la camiseta– y medias blancas; y entre los años 1951 y 1952, se adoptó como variante el uso de medias con un diseño de rayas horizontales azules y blancas.
Desde finales de la década de 1950, el equipo se ha caracterizado por vestir un uniforme completamente de azul. Este debut tuvo lugar el 3 de noviembre de 1957, en Talca, en partido en el que fue derrotado 1-3 por Rangers. Esta modificación coincidió con el nacimiento del Ballet Azul, pasando por la crisis del club, hasta la vuelta a Primera División y el inicio de la llamada «Nueva U». Durante su vigencia se alcanzaron los títulos de 1959, 1962, 1964, 1965, 1967 y 1969, además de la Copa Polla Gol 1979 y el campeonato de Segunda División de 1989. La camiseta tuvo sólo pequeñas modificaciones, como el uso de la letra «U» en color blanco, en 1979, o la incorporación temporal de un parche con la insignia del «chuncho» en el lado derecho –debido a problemas con los proveedores deportivos de entonces–, a mediados de la década de 1980. Así mismo, el club aceptó llevar publicidad en el espacio central de la camiseta recién a partir de 1990, con Scania como primer patrocinador.
En 1992, Universidad de Chile utilizó por primera vez el azul marino en su indumentaria completa, en reemplazo del azul rey. El debut tuvo lugar el 12 de abril, cuando el equipo venció por 2-1 a Rangers, en el Estadio Nacional, por el grupo 3 de la primera fase de la Copa Chile 1992. La camiseta era de marca Avia y auspiciada por Chilectra Metropolitana. La utilización de este uniforme oscuro comprendió la etapa de la «Nueva U», durante la cual, el club ganó los bicampeonatos de 1994-1995 y de 1999-2000, además de las Copas Apertura de 1998 y de 2000. Cabe mencionar que, entre 1996 y a mediados de 1997, la indumentaria varió a un azul eléctrico, con diversos motivos del «chuncho» y con un estilo propio de la década de 1990.
Entre los años 2001 y 2002, por primera vez en su historia y en una mayor proporción, el color rojo fue agregado a la vestimenta titular, específicamente en las mangas completas de la camiseta, bajo el auspicio de Adidas y LG. Sólo se mantuvo el azul marino como color predominante.
En 2003, se retomó el uso del uniforme completamente azul marino. Con éste, la «U» se adjudicó el título del Torneo de Apertura 2004.
Desde 2006, el equipo volvió a ocupar en su indumentaria el color azul rey. Empezó a utilizarse desde el inicio de la temporada de ese año, pasando por la quiebra del club y la llegada de Azul Azul S.A. hasta octubre de 2017. Durante su vigencia, el equipo logró seis títulos de Primera División y dos Copas Chile, además de su primer título internacional, la Copa Sudamericana 2011.
El 29 de octubre de 2017, en la undécima fecha del Torneo de Transición 2017, Universidad de Chile jugó como local ante Universidad Católica, retornando al azul marino para su vestimenta completa, en un Clásico universitario que ganó por 1-0.
El 6 de febrero de 2022, en la primera fecha del Torneo Nacional de ese año, el equipo volvió a retomar nuevamente el uniforme completo de color azul rey, enfrentando en calidad de visitante a Unión La Calera. Encuentro que finalizó por un marcador de 2-4 a favor de los azules.

### Evolución
La siguiente cronología considera estrictamente el período —año de inicio y año de término, o bien, un mismo año— en que se usó cada uniforme titular, de forma íntegra, tanto en partidos oficiales como amistosos, sin considerar las presentaciones o usos informales de todo o parte del uniforme antes de su debut en cancha:
| 1911-32 | 1933-35 | 1941-43 | 1945 | 1946 | 1947-48 | 1949 | 1950 | 1951 |

| 1952 | 1953-54 | 1955 | 1955 | 1956 | 1957 | 1958 | 1959 | 1960-61 |

| 1962 | 1963-65 | 1966-72 | 1967-69 | 1971 | 1972 | 1973-75 | 1975-76 | 1976-77 |

| 1980-81 | 1992 | 1996-97 | 1997-98 | 1999-01 | 2001-02 | 2003-04 | 2005 | 2006-07 |

| 2007-08 | 20081-10 | 2010-11 | 2012-13 | 2013-14 | 20152 | 20153-16 | 2017 | 2017-18 |

| 2019 | 2020 | 2020-21 | 2022-23 | 2023 | 2024 | 2025 |

## Uniforme alternativo
Pese a no existir registros de otros uniformes alternativos del club en sus primeros años, existe constancia, específicamente en el año 1960, de que el equipo vistió camiseta blanca, pantalón azul y medias blancas. Esto aconteció en el primer partido por Copa Libertadores de América de su historia, en el que cayó como local por una goleada de 0-6, ante Millonarios. Años más tarde, el conjunto universitario vistió una indumentaria consistente en camiseta blanca con mangas azules, junto con pantalón y medias azules. Ésta fue utilizada en 1967, en la última fecha del campeonato nacional, contra O'Higgins, y también en 1969, en un partido amistoso contra Radnički KFK.
Posteriormente, a partir de los años 1970, la «U» vistió un uniforme completamente blanco, el que ha sido el recambio más habitual en su historia, con excepciones en cuanto a diseño en algunas temporadas.
En 1983, siendo auspiciado por Adidas, el equipo vistió como alternativa la tradicional camiseta blanca, pero con el agregado de mangas azules, semejante al modelo de fines de la década 1960. Un encuentro en el que se utilizó esta vestimenta fue ante O'Higgins, el 15 de enero de 1984, con victoria por 2-0 del cuadro universitario.
En 1987, el cuadro estudiantil utilizó como recambio una camiseta de rayas diagonales azules y blancas, teniendo a Umbro como proveedor en ese entonces. Un partido en la que se utilizó fue ante Deportes Concepción, en el Estadio Municipal de Concepción, con derrota de la «U» por 4-1. Producto de los malos resultados y la poca recepción que tuvo la camiseta, se decidió eliminarla para volver al tradicional blanco. Como ya se tenía una gran cantidad de camisetas fabricadas, para no desecharlas, éstas fueron obsequiadas a la entonces barra oficial del club, Imperio Azul.
La «U» siguió utilizando el uniforme blanco como alternativa, en cuya vigencia se alcanzaron los títulos de los bicampeonatos de 1994-1995 y de 1999-2000, además de las Copas Apertura de 1998 y de 2000, y el campeonato de Segunda División de 1989.
Sin embargo, en el año 2001, en reemplazo del blanco, el equipo por primera vez utilizó un recambio de color rojo, cuya camiseta incluía mangas azules y la letra «U» en el pecho de color azul, es decir, los colores invertidos del uniforme titular de esa temporada y de 2002. El auspiciador principal en ese entonces era LG.
En 2003, el club recuperó el color blanco en su indumentaria, con la cual, disputó algunos partidos del Torneo de Apertura 2004, en el que a la postre se tituló campeón.
No obstante, en 2005, un año después de adquirir como auspiciador central a Cerveza Cristal, la indumentaria volvió a utilizar el color rojo, esta vez de manera completa, durante cuya vigencia hasta 2010, la «U» pasó por la quiebra, la llegada de Azul Azul S.A. y la obtención del Torneo de Apertura 2009.
Para la temporada 2011, el uniforme blanco estrenado a fines de 2010 como tercera indumentaria, pasó a ser la alternativa oficial. En 2012, conservando el recambio blanco, el club presentó en sus medias un diseño de rayas azules horizontales, semejantes a las usadas sesenta años atrás en el uniforme titular. Con estos dos modelos, utilizados tanto en Chile como en el extranjero, el club logró su primer tricampeonato y la Copa Sudamericana 2011, su primer título internacional.
A fines de la temporada 2012, por primera vez en su existencia, Universidad de Chile cambió su vestimenta alternativa a un color no perteneciente al de su insignia: un amarillo de tonalidad fosforescente. Sólo las medias eran de color azul, de una tonalidad oscura, casi negra. Ésta fue estrenada en el partido de ida ante Unión Española por los cuartos de final del Torneo de Clausura y se utilizó hasta inicios de 2014. Según Azul Azul, sociedad anónima concesionaria del club, la camiseta conmemoraba el título de la Copa Sudamericana 2011, durante la temporada 2013. Sin embargo, el radical cambio provocó numerosas críticas de parte de los hinchas de la «U», debido a la falta de respeto por los colores tradicionales.
Entre 2014 y 2015, la «U» volvió a usar sus tradicionales colores secundarios, en forma combinada, en su indumentaria. Así, la camiseta era de centro blanco con mangas rojas, mientras que el pantalón era oficialmente de color blanco, pese a que en su debut presentó uno rojo. Las medias, por su parte, fueron rojas. Destacaron también los detalles de color azul oscuro en las prendas de la vestimenta. Hubo dos versiones de la camiseta: a inicios de 2014, el auspicio de Tramontina era en letras azules, pero en el resto del año y en 2015 las letras fueron blancas. Durante la vigencia de este uniforme, la «U» ganó el título del Torneo de Apertura 2014.
A partir de 2015, el uniforme alternativo de Universidad de Chile pasó a ser completamente blanco: con detalles de color naranjo intenso en la temporada 2015-2016 y con detalles de color rojo en la temporada 2016-2017. Durante la vigencia de esta última indumentaria, el club se tituló campeón del Torneo de Clausura 2017.
En junio de 2018 la indumentaria del equipo retomó nuevamente el color rojo en su totalidad, regreso que tuvo lugar en el partido de vuelta de la segunda fase de la Copa Chile 2018, contra Deportes La Serena, en calidad de local, y al año siguiente (2019), se volvieron a utilizar el pantalón y las medias blancas, manteniendo el color rojo para la camiseta.
Posteriormente, en agosto de 2020 nuevamente se retoma la indumentaria blanca, con un inédito pantalón de color gris perla, en un partido frente a Palestino por la primera rueda del torneo nacional de ese año.
El 17 de marzo de 2021, el elenco universitario laico se presentó con un nuevo uniforme alternativo completamente de color rosa pálido (camiseta, pantalón y medias) con detalles en azul marino, en un partido válido por la fase 2 de la Copa Libertadores de ese año contra San Lorenzo de Almagro. La introducción de este inusual color (no perteneciente al escudo institucional) generó críticas muy negativas entre numerosos seguidores azules (al igual que con la indumentaria amarilla fosforescente introducida a fines de 2012), producto de esta nueva ruptura con la ya tradicional alternancia semi-periódica entre el blanco y el rojo.
En la temporada 2022, los universitarios retomaron el uso de la indumentaria completamente blanca, esta vez en un tono cercano al color crema, y al año siguiente (2023), se recuperó nuevamente el uniforme rojo pero con un diseño similar a la alternativa de 2001 y 2002 (es decir, con mangas y letra u de color azul marino).

### Evolución
La siguiente cronología considera estrictamente el período —año de inicio y año de término, o bien, un mismo año— en que se usó cada uniforme alternativo, de forma íntegra, tanto en partidos oficiales como amistosos, sin considerar las presentaciones o usos informales de todo o parte del uniforme antes de su debut en cancha:
| 1960 | 1967-69 | 1970-82 | 1983 | 1984-85 | 1986 | 1987 | 1997-98 | 2001-02 |

| 2003-04 | 2005 | 2006-07 | 2007-08 | 2009-10 | 2010 | 2010-2011 | 2012 | 2012-14 |

| 2014-15 | 2015-16 | 2016-17 | 2017-18 | 2018 | 2019-20 | 2020-21 | 2021 | 2022-23 |

| 2023 | 2024 | 2025 |

## Tercer uniforme y modelos especiales
Durante su historia, Universidad de Chile ha vestido tercera equipación y también indumentarias especiales, usadas sólo una o pocas veces y de manera excepcional, en determinados partidos. Estas, por lo general, suelen ser combinaciones del uniforme titular con el alternativo, a fin de evitar coincidencias con los colores de los equipos rivales.
En marzo de 1965, el club jugó un partido amistoso contra Boca Juniors vistiendo una camiseta de delgadas líneas blancas y azules, pantalón azul con una delgada línea blanca a cada lado, y medias azules. En aquella ocasión, la «U» venció por 2-0 al cuadro argentino.
En 1968, en un partido frente a Huachipato en el Estadio Las Higueras, el club utilizó por única vez un inusual modelo azul y blanco en rayas horizontales, sin la «U» en el pecho.
En 1973, en partido disputado en Concepción el 29 de julio, Universidad de Chile jugó ante Deportes Concepción con camiseta roja por primera vez en su historia (es decir, casi 28 años antes del lanzamiento de la primera indumentaria alternativa oficial de ese color). El duelo correspondía a la 14.º fecha del campeonato nacional de 1973 y terminó con derrota para la «U» por el marcador de 1-2.
En 1990, con Scania como su primer patrocinador oficial, el equipo mantuvo su indumentaria blanca, pero cambió su pantalón blanco por uno de color azul en algunos enfrentamientos.
Por la Supercopa de Viña del Mar 1993, consistente en un partido amistoso jugado en esa ciudad el 10 de marzo de 1993 ante Everton, la «U» vistió la camiseta blanca alternativa de la temporada 1992, y el pantalón azul oscuro y las medias blancas de la temporada 1993. El encuentro terminó igualado 1-1.
En 1996, en el partido de vuelta de los octavos de final de la Copa Libertadores, ante Defensor Sporting, Universidad de Chile usó una indumentaria alternativa consistente en camiseta blanca, pantalón azul y medias blancas, con Diadora como proveedor deportivo.
En 2010, en la semifinal de ida de la Copa Libertadores, Universidad de Chile cambió el pantalón de su uniforme por uno de color blanco, además de tener bordados en la camiseta los escudos de ambos equipos (Guadalajara y Universidad de Chile) más una frase alusiva a su participación en el torneo internacional. Ese mismo año, el equipo volvió a ocupar el clásico color blanco: en la última fecha del torneo nacional de 2010, frente a Audax Italiano, Universidad de Chile salió a la cancha con una indumentaria de recambio blanca, con detalles azules y rojos, bajo el auspicio de Claro, constituyéndose brevemente como el tercer uniforme de la temporada. No obstante, en la temporada 2011, pasó a ser la indumentaria secundaria oficial, mientras que la roja estrenada en el segundo semestre pasado fue desplazada como uniforme de los porteros de la «U», ya que fue utilizada por Esteban Conde y Johnny Herrera.
En octubre de 2011, en un partido amistoso ante Alianza Lima por la Copa del Pacífico, la «U», en calidad de local, mantuvo su indumentaria titular, pero cambió su camiseta azul por la blanca de recambio, debido al parecido con la camiseta morada del cuadro peruano, que no llevó su uniforme alternativo al encuentro.
El 2 de diciembre de 2012, Universidad de Chile jugó con la camiseta azul de su uniforme titular y con el pantalón blanco y las medias blancas con rayas azules de su uniforme alternativo. En ese día, la «U» se enfrentó como visitante ante Universidad de Concepción en el partido de vuelta de los octavos de final de la Copa Chile 2012-13. El encuentro terminó con victoria de los azules por 3-1 y fue el último de Jorge Sampaoli bajo la dirección técnica del equipo.
El 19 de diciembre de 2013, en la final de ida de la Liguilla Pre-Libertadores, el equipo enfrentó en el Estadio Tierra de Campeones a Deportes Iquique con una inusual indumentaria: la camiseta y pantalón de color amarillo fosforescente y las medias blancas con rayas azules, correspondientes a la temporada 2012.
El 21 de febrero de 2014, frente a Audax Italiano, Universidad de Chile debutó con una nueva indumentaria alternativa, consistente en camiseta blanca con mangas y medias rojas. Pese al estreno, el equipo no presentó el pantalón blanco oficial de dicho nuevo uniforme, sino que lo hizo con un pantalón rojo de una edición anterior de Adidas, para diferenciarse así del pantalón del conjunto itálico. Esta variación también se repitió en un encuentro contra Cruzeiro en la Copa Libertadores 2014 y contra O'Higgins en el Torneo de Clausura 2014.
El 15 de septiembre de 2015, por la sexta fecha del Torneo de Apertura 2015, nuevamente ante Audax Italiano, la «U» salió a la cancha con la camiseta blanca alternativa, un inusual pantalón de color naranjo intenso y medias blancas. Misma combinación ocupó ante Santiago Wanderers en la décima fecha del Torneo de Clausura 2016.
En la duodécima fecha del Torneo de Clausura 2017, el 29 de abril de 2017, Universidad de Chile enfrentó como visitante a Universidad Católica en el Estadio San Carlos de Apoquindo, vistiendo una combinación inédita en su historia: camiseta y pantalón azules, correspondientes al uniforme titular, y medias blancas, correspondientes al uniforme alternativo. En este Clásico universitario, la «U» perdió por 3-1.
En el segundo semestre de 2017, el conjunto universitario vistió un uniforme consistente en camiseta blanca, pantalón azul y medias blancas, concretamente en algunos partidos de las llaves de ida de la Copa Chile 2017: en octavos de final ante Audax Italiano y en cuartos de final ante San Luis, ambos con la «U» en calidad de visitante.
El 26 de abril de 2018, por la cuarta fecha del Grupo E de la Copa Libertadores 2018, Universidad de Chile enfrentó en el Estadio Mineirão a Cruzeiro, en partido en el que cayó por 7-0, la peor goleada sufrida en la historia del club. En aquella ocasión, el conjunto universitario vistió camiseta blanca y pantalón y medias azules.
El 11 de agosto de 2018, por la 19.ª fecha del torneo de Primera División, Universidad de Chile enfrentó como visitante ante Unión Española vistiendo camiseta azul, pantalón y medias blancas. El conjunto universitario venció por 4-1, en un partido marcado por el regreso de Ángelo Henríquez al club después de 6 años.
En el partido de ida por la llave C2 de la fase 2 de la Copa Libertadores 2019, disputado el 5 de febrero de 2019, la «U» enfrentó en calidad de visitante a Melgar y vistió un uniforme completamente blanco. Cabe mencionar que el elenco universitario ya había presentado su indumentaria oficial a principios de enero: camiseta azul como local y camiseta roja como alternativa o visita; sin embargo, dichos colores no eran distinguibles con la vestimenta de Melgar, que es listada negra y roja. En consecuencia, como emergencia, Universidad de Chile improvisó el uso de un modelo de polera tipo running color blanca, con la respectiva publicidad de la temporada 2019. Esta prenda sólo sería un «parche» y no saldría a la venta, ni sería presentada como vestimenta oficial.
El 10 de septiembre de 2020 Universidad de Chile se enfrentó ante Deportes Iquique jugando con una tercera indumentaria compuesta por camiseta roja, pantalón y medias blancas, similar a la alternativa oficial de 2019. Esto se repetiría dos meses después, el 22 de noviembre, en un partido frente a Everton, en el estreno de Rafael Dudamel como entrenador de los azules.
El 15 de noviembre de 2020, por la 18.ª fecha del torneo de Primera División de ese año, Universidad de Chile se enfrentó como local ante Santiago Wanderers, vistiendo por primera vez en su historia un uniforme enteramente negro, debido al fallecimiento unos días atrás de Carlos Campos, máximo goleador histórico del club, siendo esta inédita indumentaria uno de los tantos homenajes que la institución le rindió a "El Tanque" Campos. Este mismo color sería utilizado más tarde en abril de 2022, en sus enfrentamientos ante Coquimbo Unido y Palestino por las fechas 9.ª y 10.ª del torneo nacional del mismo año, respectivamente, debido al fallecimiento (ocurrido el 2 de abril) de otro de los jugadores históricos del club, Leonel Sánchez. Por ello, la propia institución señaló acerca de la posibilidad de utilizar el color negro en las siguientes temporadas, por lo menos, en el mes de abril.
El 9 de diciembre de 2020, por la fecha 22 del torneo de Primera División, Universidad de Chile enfrentó ante Audax Italiano en condición de visitante en el Estadio Bicentenario De La Florida, el conjunto universitario venció por 3 a 1.En aquella ocasión, el conjunto universitario vistió camiseta blanca, pantalón azul y medias blancas.
El 31 de mayo de 2021, por la fecha 9 del torneo de Primera División, Universidad de Chile enfrentó ante Audax Italiano en condición de visitante en el Estadio El Teniente de Rancagua, el conjunto universitario cayó por 2 a 1.En aquella ocasión, el conjunto universitario vistió camiseta rosa, pantalón azul y medias rosas. Este mismo conjunto sería utilizado más tarde el 29 de septiembre de 2021, en su enfrentamiento en calidad de visita ante Santiago Wanderers por la fecha 23 del torneo nacional.
En enero de 2022 se presentó una nueva camiseta alternativa, de colores azul y blanco en líneas verticales, como modelo provisorio y exclusivo para la disputa del Torneo de Verano en la ciudad argentina de La Plata, donde el conjunto laico enfrentó a Colo-Colo y a Boca Juniors.
En la fecha 8 del Torneo Nacional, el 2 de abril de 2022, Universidad de Chile enfrentó como visitante a Universidad Católica en el Estadio San Carlos de Apoquindo, vistiendo una combinación compuesta por camiseta azul, pantalón blanco y medias azules, la U perdió por 2-1.
El 29 de abril de 2022, por la fecha 11 del torneo de Primera División, Universidad de Chile enfrentó ante Audax Italiano en condición de visitante en el Estadio Elías Figueroa Brander, el conjunto universitario venció por 2 a 0.En aquella ocasión, el conjunto universitario vistió camiseta blanca, pantalón azul y medias blancas.

### Evolución
| 1965 | 1968 | 1973 | 1990 | 1993 | 1996 | 2010 | 2010 | 2011 |

| 2011 | 2012 | 2012-13 | 2014 | 2015-16 | 2016 | 2017 | 2017 | 2018 |

| 2018 | 2019 | 2019 | 2019 | 2020 | 2020 | 2020 | 2021 | 2022 |

| 2022-23 | 2022 | 2022 | 2022-23 | 2023 | 2023 | 2023 | 2023 | 2023 |

| 2024 | 2024 | 2024 | 2025 | 2025 |

## Escudo chileno y otras distinciones

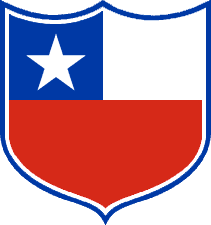
Escudo con la bandera chilena que, desde 2002 a 2016, acreditó al campeón de Primera División.

La primera ocasión en que Universidad de Chile llevó el escudo nacional en su indumentaria fue con motivo de la gira internacional efectuada en 1963. En los partidos disputados en aquella travesía, el equipo presentó una variante del escudo chileno en su uniforme tradicional, bordada junto a la «U» roja en el pecho, modalidad que subsistió para varios encuentros de la competencia local de ese año.
Posteriormente, en 2004, en el Torneo de Clausura, el equipo estrenó por primera vez en su camiseta el escudo con la bandera chilena que acreditaba su condición de campeón del Torneo de Apertura 2004. Además, al jugar partidos en calidad de visitante, tenía el derecho de vestir su indumentaria titular, sin la obligación de usar la de recambio. Esa misma situación se repitió en el Torneo de Clausura 2009, al lograr el título del Torneo de Apertura, además de agregar una estrella dorada a las doce incluidas en la manga derecha de la camiseta de esa temporada y que representaban los campeonatos obtenidos en ese entonces por el club.
En 2011, al coronarse campeón del Torneo de Apertura 2011, Universidad de Chile volvió a ganar el derecho de usar el escudo de los campeones nacionales, el cual presentó en la Copa Chile 2011 y en el Torneo de Clausura. No obstante, en la definición Pre-Sudamericana, la «U» se vio obligada a enfrentar a Deportes Concepción con su uniforme blanco de recambio, pero con el escudo de campeón incluido en el pecho, al igual que en el partido de ida de las semifinales de la Copa Sudamericana 2011, ante Vasco da Gama.
Tras haber ganado la Copa Sudamericana 2011, desde 2012, la camiseta del club incluye una estrella dorada representativa de dicha competición. Además, al adjudicarse el Torneo de Clausura 2011, el Torneo de Apertura 2012 y el Torneo de Apertura 2014, la «U» volvió a llevar el escudo distintivo de los campeones.
De cara a la temporada 2017, el equipo estrenó en su camiseta un nuevo parche distintivo de campeón —en este caso del Torneo de Clausura 2017— en el que destaca la figura del Huemul de Plata, trofeo de la Primera División de Chile.
En cuanto a otras distinciones, en febrero de 2013, la revista brasileña Placar eligió a la camiseta de Universidad de Chile como la «más bonita» de la Copa Libertadores 2013.
Entre el 2 y el 10 de diciembre de 2014, la camiseta del club correspondiente al año 2015, fue el producto de la marca patrocinadora Adidas más vendido en todas sus tiendas del mundo, con 7500 unidades.

## Indumentaria y patrocinadores
Las siguientes tablas detallan la cronología de las marcas de las indumentarias y los patrocinadores de Universidad de Chile.
| Período       | Logo | Proveedor  |
| ------------- | ---- | ---------- |
| 1974-1978     |      | New Leader |
| 1979          |      | Haddad     |
| 1980-1985     |      | Adidas     |
| 1986          |      | Ñandú      |
| 1986-1988     |      | Umbro      |
| 1988-1991     |      | Adidas     |
| 1991-1992     |      | Pony       |
| 1992-1995     |      | Avia       |
| 1996-1997     |      | Diadora    |
| 1997-1998     |      | Reebok     |
| 1999-presente |      | Adidas     |

| Período       | Patrocinador |
| ------------- | ------------ |
| 1990-1991     | Scania       |
| 1991          | Fiat         |
| 1992-1998     | Chilectra    |
| 1998-2000     | AdeS         |
| 2001-2003     | LG           |
| 2004-2007     | Cristal      |
| 2008-2010     | Telmex       |
| 2010-2016     | Claro        |
| 2017-2018     | Chevrolet    |
| 2019-2021     | Petrobras    |
| 2022-2023     | Betano       |
| 2024-presente | Jugabet      |

| Período       | Patrocinador                               |
| ------------- | ------------------------------------------ |
| 1991          | Iveco (dorsal)                             |
| 2008-presente | Sodimac (pantalón)                         |
| 2012-2013     | Fittig (medias)                            |
| 2014-2016     | Tramontina (mangas)                        |
| 2015-2017     | Dolorub (medias)                           |
| 2017-2018     | Loto (dorsal)                              |
| 2017-2018     | AutoPlanet (medias)                        |
| 2017-2019     | Movistar (mangas)                          |
| 2019-2021     | Dolorub (medias)                           |
| 2019-2021     | Lubrax (dorsal)                            |
| 2019-2022     | Dongfeng (dorsal)                          |
| 2020-2023     | eFootball (dorsal)                         |
| 2020-2022     | PF (manga)                                 |
| 2020-2023     | DirecTV GO (mangas y frontal)              |
| 2021          | Impeke (costado superior camiseta)         |
| 2021-2023     | Rexona (pantalón)                          |
| 2021-2022     | Super Digital (costado superior y medias ) |
| 2023          | AstroPay (pantalón)                        |
| 2024          | Impeke (costado superior camiseta)         |
| 2024-presente | AOC (medias)                               |
| 2024-presente | Clínica Meds (dorsal inferior)             |
| 2024-presente | MachBank (costado superior camiseta)       |
| 2024-presente | Ocean Pacific's (manga)                    |
| 2024-presente | Piri (manga)                               |

El club ha contado con auspicios secundarios en su uniforme: Iveco de Italia, incluido en el dorsal de la camiseta en 1991, y la empresa chilena Sodimac, cuyo logotipo se incluyó en la parte de atrás del pantalón del primer equipo, desde 2008 en adelante.
En la Copa Libertadores 2009, el cuadro universitario incluyó en el brazo izquierdo de la camiseta el logotipo del Banco Santander, compañía que patrocinó el evento en ese año, mientras que en el brazo derecho incorporó un parche conmemorativo a los 50 años del certamen internacional.
Entre noviembre y diciembre de 2011, la «U» llevó el emblema de la Teletón, una cruz patada, en el brazo izquierdo de la camiseta, volviéndola a utilizar desde mediados de octubre de 2012. Además, a fines de ese mes, en una actividad realizada en el Centro Deportivo Azul, fue presentada una versión especial de la camiseta, en cuya parte frontal se incorporó la frase «Claro con la Teletón». Dicha variante, que no estuvo a la venta, ha sido estrenada exclusivamente en el Clásico universitario del Torneo de Clausura 2012, del Torneo de Apertura 2014, y del Torneo de Apertura 2015. La misma camiseta se utilizó en la 13.° fecha del Torneo de Apertura 2016, pero contra Audax Italiano. Finalmente durante los últimos partidos de la temporada 2024, La "U" llevó en su camiseta nuevamente el emblema de la Teletón, esta vez con la frase "Todos los días". 
Entre 2012 y 2013, las medias del uniforme titular incluyeron el auspicio del desodorante Fittig, mientras que desde 2015 hasta mediados de 2017 incluyeron a Dolorub. A partir de julio de 2017, en el debut del equipo por la Copa Chile 2017, el auspicio incorporado en las medias es de AutoPlanet.
Desde 2014 hasta 2016, el equipo incorporó el auspicio de Tramontina de Brasil en las mangas de la camiseta. La empresa reportó US$ 500 000 anuales a Universidad de Chile. A partir de 2017, el auspicio de Movistar fue incluido a la altura del hombro derecho y en la manga izquierda de la camiseta, mientras que en la parte superior dorsal se incorporó el logo de Loto.
A inicios de 2019, el club concretó una alianza con la marca de automóviles chinos, Dongfeng, cuyo auspicio actualmente aparece ubicado en la espalda de la camiseta, sobre el nombre del jugador. El estreno de la publicidad en la indumentaria tuvo lugar el 2 de marzo, concretamente en la tercera fecha del campeonato oficial, ante Huachipato.
Por otro lado, las divisiones inferiores del club han sido auspiciadas de manera excepcional por Marto Enterprises —el primer patrocinio en la historia del club, destinado especialmente para el financiamiento de una gira internacional juvenil— en 1983, por Free en 1991 y por Point Cola en 2003.